# Arquebisbat de Perusa-Città della Pieve
L'Arquebisbat de Perusa - Città della Pieve (italià: arcidiocesi di Perugia-Città della Pieve; llatí: Archidioecesis Perusina-Civitatis Plebis) és una seu metropolitana de l'església catòlica italiana que pertany a la regió eclesiàstica Úmbria. El 2004 comptava al 229.500 batejats al voltant de 232.500 habitants. Actualment està regida per l'arquebisbe cardenal Gualtiero Bassetti.

## Territori
L'arxidiòcesi comprèn part de la província de Perusa i el municipi de Monteleone d'Orvieto, a la província de Terni.
La seu arquebisbal es troba a la ciutat de Perusa, on es troba la catedral de Sant Llorenç. A Città della Pieve hi ha la cocatedral de Sants Gervasi i Protasi.
El territori està dividit en 154 parròquies.

## Història
Segons la tradició, la diòcesi de Perusa va ser erigida al segle ii, i el primer bisbe conegut seria Constanç, l'episcopat del qual "descansa sobre una profunda tradició" (Lanzoni). No obstant això, el primer bisbe sobre el que hi ha una confirmació històrica va ser Maximilà, que va participar en els sínodes romans de finals del segle v i inicis del segle vi; seguit per Ercola, assassinat per Totila al 546.
Durant l'edat mitjana, Perusa va ser una ciutat güelfa. Al segle xii diversos Papes van residir a la ciutat, i quatre van ser-hi escollits: Onori III, Onori IV, Celestí V i Climent V.
A inicis del segle xvi, durant l'episcopat del cardenal Agostino Spinola, el capítol de la catedral de Perusa, que des del segle xiii seguia la regla de Sant Agustí, va ser secularitzat. El 1564 un altre cardenal, Fulvio Giulio della Corgna, instituí formalment el seminari diocesà, que havia estat iniciat el 1559 per un sacerdot i un laic.
El 25 de setembre de 1600 va erigir-se la diòcesi de Città della Pieve mitjançant la butlla In supereminenti del Papa Climent VIII. Mitjançant la butlla Super universas del 9 de novembre de 1601, el pontífex definí els límits de la diòcesi, separada de la de, i instituí el capítol de canonges. El primer bisbe electe, Angelo Angeloti, va morir l'any de la seva elecció sense haver pogut estar consagrat; i la mort de Climent VIII i del seu successor, Lleó XI, retardaren el nomenament i la consagració del primer bisbe, Fabrizio Paolucci.
El 27 de març de 1882, mitjançant la butlla Universae Ecclesiae regimen, Perusa va ser elevada al rang d'arxidiòcesi immediatament subjecta a la Santa Seu pel papa Lleó XIII, que fins al 1878 n'havia estat bisbe.
El 15 d'agost de 1975 l'arquebisbat de Perusa esdevingué seu metropolitana per efecte de la butlla Animorum utilitati del Papa Pau VI. La diòcesi de Città della Pieve, que fins llavors havia estat immediatament subjecta, esdevingué diòcesi sufragània de Perusa.
El 1973 la diòcesi de Città della Pieve cedí dues parròquies a la diòcesi de Chiusi i Pienza i part del territori (Trevinano) a la diòcesi d'Acquapendente.
El 3 de juny de 1977 Ferdinando Lambruschini, arquebisbe de Perusa, va ser nomenat també bisbe de Città della Pieve, unint així in persona episcopi les dues seus.
El 30 de setembre de 1986 assumí el nom actual per ordre del decret Instantibus votis de la congregació per als bisbes, que sancionà la plena unió de les dues diòcesis.

## Cronologia episcopal

### Bisbes i arquebisbes de Perusa
- San Costanç † (segles II - III)
- San Decenzio ? † (vers 250)
- San Massimiano † (inicis de 499 - finals de 502)
- Sant'Ercolà † (? - vers 547 mort)
- Giovanni I † (itat al 556)
- Venanzio (o Avenzio) † (citat el 604)
- Lorenzo † (citat el 649)
- Benedetto I † (citat el 679)
- Sant'Asclepiadoro † (citat el 700 vers)
- Gaudenzio † (citat el 743)
- Epifanio † (citat el 761)
- Teodorico † (citat el 826)
- Benedetto II † (citat el 853)
- Lanfridio † (citat el 861)
- Benedetto III † (citat el 879)
- Teobaldo † (citat el 887)
- Ruggero † (citat el 936)
- Onesto † (965 - 967)
- Conone II † (998 - 1031)
- Andrea † (1033 - 1036)
- Leone Bovo † (1048 - ?)
- Ottocaro † (inicis de 1052 - 1053 mort)
- Pietro † (1054 - ?)
- Uberto † (citat el 1057)
- Goffredo † (1059 - finals de 1084)
- Giovanni II † (citat el 1105)
- Gennaro † (1120 - 1126)
- Rodolfo Armanni de Staffa † (1127 - 1140 mort)
- Andrea †
- Giovanni III † (citat el 1146)
- Rodolfo II † (inicis de 1154 - 1160)
- Giovanni IV ? † (citat el 1163)
- Viviano † (inicis de 1179 - 1206 mort)
- Giovanni de Comitibus † (1206 - 1231)
- Salvio Salvi † (1231 - 1244 mort)
- Benedetto IV † (1244 - 1248)
- Frogerio o Frigerio † (11 de maig de 1248 - 1250 mort)
- Benaudito o Benenato † (1250 - 4 de setembre de 1253 mort)
- Bernardo Corio † (31 d'octubre de 1254 - 26 d'agost de 1287 mort)
- Giovanni Verracclo da Ferentino † (17 d'abril de 1288 - 9 de novembre de 1290 mort)
- Bulgaro Montemelini † (10 de gener de 1291 - 23 de novembre de 1308 mort)
- Francesco Poggio, O.P. † (8 de maig de 1312 - 16 de novembre de 1330 mort)
- Ugolino Guelfoni, O.S.B. † (11 de gener de 1331 - 7 d'octubre de 1337 mort)
- Francesco Graziani † (9 d'octubre de 1337 - 1352 mort)
- Andrea Bontempi † (2 de maig de 1354 - 16 de juliol de 1390 mort)
- Agostino Cacciaguerri † (29 d'octubre de 1390 - 27 de febrer de 1404 nomenat bisbe de Spoleto)
- Edoardo Michelotti, O.F.M. † (29 de febrer de 1404 - de desembre de 1411 mort)
- Antonio Michelotti, O.S.B. † (8 de gener de 1412 - 10 d'octubre de 1434 mort)
- Andrea Giovanni Baglioni † (9 de març de 1435 - 24 d'octubre de 1449 mort)
- Giacomo Vannucci † (27 d'octubre de 1449 - 1482 deposat)
- Dioniso Vannucci † (29 de maig de 1482 - 9 d'abril de 1491 mort)
- Girolaomo Balbano † (18 d'abril de 1491 - 1492 mort)
- Joan Llopis † (29 de desembre de 1492 - 15 d'octubre de 1498 nomenat arquebisbe de Càpua)
- Francesco Gazzetta † (15 d'octubre de 1498 - 29 de juliol de 1499 mort)
  - Joan Llopis † (27 d'agost de 1499 - 5 d'agost de 1501 mort) (per la segon cop, administrador apostòlic)
- Troilo Baglioni † (27 d'agost de 1501 - 1503 deposat)
  - Francisco de Remolins † (4 d'agost de 1503 - març de 1506 deposat) (administrador apostòlic)
- Antonio Ferrero † (30 de març de 1506 - 23 de juliol de 1508 mort)
- Matteo Baldeschi † (28 de juliol de 1508 - de desembre de 1509 mort)
- Agostino Spinola † (19 de desembre de 1509 - 15 de febrer de 1529 deposat)
- Carlo Spinola † (15 de febrer de 1529 - 15 de novembre de 1535 mort)
- Giacomo Simonetta † (20 de desembre de 1535 - 20 de juliol de 1538 deposat)
- Francesco Bernardino Simonetta † (29 de juliol de 1538 - 1550 mort)
- Fulvio Giulio della Corgna, O.S.Io.Hieros. † (5 de març de 1550 - 22 de març de 1553 deposat)
- Ippolito della Corgna † (22 de març de 1553 - ? deposat)
- Giulio Oradini † (17 d'abril de 1562 - ? deposat)
- Fulvio Giulio della Corgna, O.S.Io.Hieros. † (6 de setembre de 1564 - 5 de maig de 1574 nomenat cardenal bisbe d'Albano) (pel segon cop)
- Francesco Bossi † (5 de maig de 1574 - 21 d'octubre de 1579 nomenat bisbe de Novara)
- Vincenzo Ercolani, O.P. † (27 de novembre de 1579 - 29 d'octubre de 1586 mort)
- Antonio Maria Galli † (5 de novembre de 1586 - 19 de juliol de 1591 nomenat bisbe d'Osimo)
- Napoleone Comitoli † (19 de juliol de 1591 - 30 d'agost de 1624)
- Cosimo de Torres † (16 de setembre de 1624 - 3 d'abril de 1634 nomenat arquebisbe de Monreale)
- Benedetto Monaldi Baldeschi † (2 d'abril de 1634 - 1643 deposat)
- Orazio Monaldi † (14 de desembre de 1643 - de desembre de 1656 mort)
  - Sede vacante (1656-1659)
- Marcantonio Oddi † (23 de juny de 1659 - 24 de febrer de 1668 mort)
- Lucalberto Patrizi † (3 de juny de 1669 - 29 d'agost de 1701 mort)
- Anton Felice Marsili † (5 de desembre de 1701 - 5 de juliol de 1710 mort)
- Vitale Giuseppe de' Buoi † (23 de febrer de 1711 - 23 de novembre de 1726 mort)
- Marco Antonio Ansidei † (16 de desembre de 1726 - 14 de febrer de 1730 mort)
- Francesco Riccardo Ferniani † (11 de desembre de 1730 - 25 d'agost de 1762 mort)
- Filippo Amadei † (22 de novembre de 1762 - 9 d'agost de 1775 mort)
- Alessandro Maria Odoardi † (29 de gener de 1776 - 2 de febrer de 1805 mort)
- Camillo Campanelli † (23 de setembre de 1805 - 30 de juliol de 1818 mort)
- Carlo Filesio Cittadini † (2 d'octubre de 1818 - 16 d'abril de 1845 mort)
- Vincenzo Gioacchino Raffaele Luigi Pecci † (19 de gener de 1846 - 20 de febrer de 1878 elegit papa amb el nom de Lleó XIII)
- Federico Pietro Foschi † (27 de febrer de 1880 - 12 de novembre de 1895 mort)
- Dario Mattei Gentili † (29 de novembre de 1895 - 30 de setembre de 1910 deposat)
- Giovanni Beda Cardinale, O.S.B. † (8 de novembre de 1910 - 25 de juliol de 1922 nomenat nunci apostòlic a l'Argentina)
- Giovanni Battista Rosa † (11 de desembre de 1922 - 29 d'octubre de 1942 mort)
- Mario Vianello † (11 de març de 1943 - 13 d'agost de 1955 mort)
- Pietro Parente † (15 de setembre de 1955 - 23 d'octubre de 1959 nomenat arquebisbe titular de Tolemaide di Tebaide)
- Raffaele Baratta † (17 de desembre de 1959 - 15 d'octubre de 1968 jubilat)
- Ferdinando Lambruschini † (15 d'octubre de 1968 - 25 de juliol de 1981 mort)
- Cesare Pagani † (21 de novembre de 1981 - 30 de setembre de 1986 nomenat arquebisbe de Perugia-Città della Pieve)

### Bisbes de Città della Pieve
- Fabrizio Paolucci † (3 d'agost de 1605 - 30 de gener de 1625 mort)
- Celso (Giuliano) Zani, O.F.M. † (19 de febrer de 1625 - 1629 deposat)
- Sebastiano Ricci † (13 de desembre de 1629 - 7 de gener de 1638 mort)
- Giovanni Battista Carcarasio † (17 d'abril de 1638 - 24 de gener de 1643 mort)
- Riginaldo Lucarini, O.P. † (9 de febrer de 1643 - 8 d'octubre de 1671 mort)
- Carlo Francesco Muti † (22 de febrer de 1672 - 4 d'octubre de 1710 mort)
- Fausto Guidotti † (26 de gener de 1711 - 6 de desembre de 1731 mort)
- Francesco Maria Alberici † (31 de març de 1732 - 27 de juny de 1735 nomenat bisbe de Foligno)
- Ascanio Argelati † (27 de juny de 1735 - 23 de juny de 1738 mort)
- Gaetano Fraccagnani † (3 de setembre de 1738 - 2 d'abril de 1747 mort)
- Virgilio Giannotti † (15 de maig de 1747 - 16 d'abril de 1751 mort)
- Ippolito Graziadei † (5 de juliol de 1751 - 25 de juliol de 1754 mort)
- Angelo Maria Venizza † (16 de desembre de 1754 - 7 de desembre de 1770 mort)
- Giovanni Evangelista Stefanini † (4 de març de 1771 - 26 d'abril de 1775 mort)
- Tommaso Mancini † (29 de maig de 1775 - 17 de setembre de 1795 jubilat)
- Francesco Maria Gazzoli † (22 de setembre de 1795 - 11 d'agost de 1800 nomenat bisbe de Amelia)
- Filippo Angelico Becchetti, O.P. † (11 d'agost de 1800 - 8 de juliol de 1814 deposat)
- Bonaventura Carenzi, O.F.M.Conv. † (26 de setembre de 1814 - 13 de novembre de 1817 mort)
- Pier Camillo de Carolis † (16 de març de 1818 - 26 d'agost de 1818 mort)
- Giulio Mami † (2 d'octubre de 1818 - 18 de juny de 1837 mort)
- Giuseppe Maria Severa † (2 d'octubre de 1837 - 12 de setembre de 1853 nomenat bisbe de Terni)
- Emidio Foschini † (12 de setembre de 1853 - 1 d'octubre de 1888 mort)
- Paolo Gregori † (11 de febrer de 1889 - 19 de febrer de 1895 mort)
- Giovanni Tacci Porcelli † (18 de març de 1895 - 17 de desembre de 1904 nomenat arquebisbe titular de Nicea)
  - Sede vacante (1904-1910)
- Giuseppe Angelucci † (29 d'agost de 1910 - 2 de maig de 1949 mort)
- Ezio Barbieri † (2 d'agost de 1949 - 3 de juny de 1977 jubilat)
- Ferdinando Lambruschini † (3 de juny de 1977 - 25 de juliol de 1981 mort)
- Cesare Pagani † (21 de novembre de 1981 - 30 de setembre de 1986 nomenat arquebisbe de Perugia-Città della Pieve)

### Arquebisbes de Perusa-Città della Pieve
- Cesare Pagani † (30 de setembre de 1986 - 12 de març de 1988 mort)
- Ennio Antonelli (6 d'octubre de 1988 - 26 de maig de 1995 jubilat)
- Giuseppe Chiaretti (9 de desembre de 1995 - 16 de juliol de 2009 jubilat)
- Gualtiero Bassetti, des del 16 de juliol de 2009

## Estadístiques
A finals del 2004, l'arxidiòcesi tenia 229.500 batejats sobre una població de 232.500 persones, equivalent al 98,7% del total.
| any                                     | població | població | població | sacerdots | sacerdots       | sacerdots       | sacerdots             | diaques | religiosos | religiosos | parroquies |
| --------------------------------------- | -------- | -------- | -------- | --------- | --------------- | --------------- | --------------------- | ------- | ---------- | ---------- | ---------- |
| any                                     | batejats | total    | %        | total     | clergat secular | clergat regular | batejats por sacerdot | diaques | homes      | dones      |            |
| arxidiòcesi de Perusa                   |          |          |          |           |                 |                 |                       |         |            |            |            |
| 1950                                    | 166.036  | 166.036  | 100,0    | 294       | 229             | 65              | 564                   |         | 80         | 465        | 193        |
| 1970                                    | 185.000  | 187.144  | 98,9     | 329       | 217             | 112             | 562                   |         | 123        | 596        | 201        |
| 1980                                    | 187.600  | 189.800  | 98,8     | 293       | 200             | 93              | 640                   | 1       | 102        | 428        | 205        |
| diòcesi de Città della Pieve            |          |          |          |           |                 |                 |                       |         |            |            |            |
| 1950                                    | 45.000   | 45.000   | 100,0    | 45        | 45              | -               | 1.000                 |         | -          | 110        | 33         |
| 1970                                    | 28.558   | 28.558   | 100,0    | 41        | 41              | -               | 696                   |         | -          | ?          | 34         |
| 1980                                    | 24.700   | 24.700   | 100,0    | 32        | 32              | -               | 771                   |         | -          | 54         | 28         |
| arquebisbat de Perusa-Città della Pieve |          |          |          |           |                 |                 |                       |         |            |            |            |
| 1990                                    | 228.600  | 230.800  | 99,0     | 280       | 196             | 84              | 816                   | 1       | 127        | 521        | 155        |
| 1999                                    | 229.500  | 232.500  | 98,7     | 233       | 155             | 78              | 984                   | 7       | 120        | 450        | 154        |
| 2000                                    | 229.500  | 232.500  | 98,7     | 235       | 154             | 81              | 976                   | 7       | 119        | 399        | 154        |
| 2001                                    | 229.500  | 232.500  | 98,7     | 230       | 149             | 81              | 997                   | 10      | 119        | 399        | 154        |
| 2002                                    | 229.500  | 232.500  | 98,7     | 241       | 149             | 92              | 952                   | 8       | 130        | 399        | 154        |
| 2003                                    | 229.500  | 232.862  | 98,6     | 234       | 151             | 83              | 980                   | 11      | 113        | 399        | 154        |
| 2004                                    | 229.500  | 232.500  | 98,7     | 227       | 146             | 81              | 1.011                 | 12      | 111        | 399        | 154        |

### Per Perusa
- Francesco Lanzoni, Le diocesi d'Italia dalle origini al principio del secolo VII (an. 604), vol. I, Faenza 1927, pp. 548–552
- Giuseppe Cappelletti, Le Chiese d'Italia della loro origine sino ai nostri giorni, vol. IV, Venècia 1846, pp. 447–504
- L. Colangeli, Testimoni e protagonisti di un tempo difficile. Relazioni dei parroci sul passaggio del fronte nella diocesi di Perugia, Editoriale Umbra, Foligno 2007.
- Pius Bonifacius Gams, Series episcoporum Ecclesiae Catholicae, Leipzig 1931, pp. 714–715 (llatí)
- Konrad Eubel, Hierarchia Catholica Medii Aevi, vol. 1 Arxivat 2019-07-09 a Wayback Machine., p. 396; vol. 2 Arxivat 2018-10-04 a Wayback Machine., pp. 214; vol. 3 Arxivat 2019-03-21 a Wayback Machine., pp. 271–272; vol. 4 Arxivat 2018-10-04 a Wayback Machine., p. 277; vol. 5, p. 311; vol. 6, pp. 333–334 (llatí)
- Butlla Animorum utilitati, AAS 64 (1972), p. 667 (llatí)

### Per Città della Pieve
- Dades publicades a www.catholic-hierarchy.org a la pàgina Diocese of Città della Pieve (anglès)
- Remo Serafini, Seminaristi, preti e vescovi della diocesi di Città della Pieve nel XX secolo, Montepulciano 2003
- Giuseppe Cappelletti, Le Chiese d'Italia della loro origine sino ai nostri giorni, vol. V, Venècia 1846, pp. 247–276
- Pius Bonifacius Gams, Series episcoporum Ecclesiae Catholicae, Leipzig 1931, pp. 684–685 (llatí)
- Konrad Eubel, Hierarchia Catholica Medii Aevi, vol. 4 Arxivat 2018-10-04 a Wayback Machine., p. 152; vol. 5, p. 160; vol. 6, p. 168 (llatí)
- Per l'episcopato di Paolo Gregori: Maria Lupi, Il clero a Perugia durante l'episcopato di Gioacchino Pecci (1846-1878), Roma 1998, p. 280
- Butlla In supereminenti, in Bullarum diplomatum et privilegiorum sanctorum Romanorum pontificum Taurinensis editio, Vol. X, pp. 600–603 (llatí)